# Cherry Wainer
Cherry Rachel Wainer (* 2. März 1935 in East London; † 14. November 2014 in Las Vegas) war eine südafrikanische Musikerin, die durch ihre auf der Hammond-Orgel gespielten Evergreens bekannt wurde. In  Deutschland trat sie in den späten 1960er Jahren regelmäßig in der Fernsehsendung Beat, Beat, Beat auf.

## Leben
Cherry Wainer wurde 1935 im südafrikanischen East London geboren. Ihr Vater war Konzertveranstalter, ihre Mutter Zelda sorgte für eine musikalische Ausbildung am Klavier. Schallplatten von Jimmy Smith machten Wainer mit der Hammond-Orgel bekannt. Sie schrieb zahlreiche Klavierstücke auf die Manuale der Orgel um und trat in südafrikanischen Clubs damit auf, anfangs mit nur sechs Titeln, die sie laufend wiederholte, und wegen ihres jugendlichen Alters stets begleitet von ihrer Mutter.
Im Alter von 23 Jahren gelang ihr der Durchbruch. Sie trat 1958 zusammen mit dem Schlagzeuger Don Storer, ihrem späteren Ehemann, bei einer Privatparty des Milliardärs John Schlesinger auf. Der Titel Hoots Mon der Fernseh-Bigband Lord Rockingham’s XI mit Cherry Wainer an der Orgel kam 1958 auf Platz 1 der britischen Single-Charts. Es folgten Tourneen in England und regelmäßige Auftritte der Band in Unterhaltungssendungen des britischen Fernsehens: Lunch Box, Oh Boy! und Boy Meets Girls (alle ITV). Cherry Wainer gehörte zu den Ersten, die vor einem jugendlichen Publikum Motown-Musik spielten. Sie hatte ihre Hammond-Orgel mit weißem, gesteppten Leder und Edelsteinen umschließen lassen, und ihr Pudel saß häufig mit ihr auf der Orgelbank. Im gleichen Design waren ihre Leslie-Lautsprecher ausgeführt.
Wenige Gesangsnummern sind von ihr aufgezeichnet, darunter das deutschsprachige Der Boy von Ipanema. 1966 entdeckte der Hessische Rundfunk Cherry Wainer und verpflichtete sie zusammen mit Storer am Schlagzeug für die neue Jugendfernsehserie Beat, Beat, Beat. Danach zog das Paar nach Las Vegas in die USA und heiratete 1992. Nach dem Tod Storers im Jahre 2006 gab sie ihre künstlerische Laufbahn auf und arbeitete als Angestellte in einem kleinen Andenkenladen in Las Vegas, wo sie häufig Autogramme gab. Sie starb 2014.

## Diskografie (Auswahl)
- Cherry Wainer – Hammond Organ Light and Lively (1964)
- It’s Hammond Time! und Cherry Wainer and Her Magic Organ (niederländische Ausgaben)
- Musik im Blut (deutsche Ausgabe, 1966, Polydor 237350)
- 1959 Columbia 33JS 11007, Flying High, Cherry Wainer & Nico Carstens (südafrikanische Ausgabe)